# 堀直宣
堀 直宣（ほり なおのぶ、宝暦12年1月6日（1762年1月30日） - 天明元年8月10日（1781年9月27日））は、江戸時代中期の大名で、越後椎谷藩第7代藩主。椎谷堀家10代。第6代藩主・堀直著の長男。正室はなし。通称は直一朗。官位は従五位下、備前守。
明和5年（1768年）、父の死により7歳で藩主に就任した。天明元年（1781年）、20歳で死去した。子がなかったため、家督は弟の著朝が継いだ。

## 系譜
父母
- 堀直著（父）

養子
- 堀著朝 ー 実弟